# Fronteira Rússia–Ucrânia
A fronteira entre a Rússia e a Ucrânia estende-se por 2 245,8, limitando o nordeste e leste da Ucrânia e o sudoeste da Rússia. Sua parte terrestre (1925,8 km) começa na tríplice fronteira dos dois países com a Bielorrússia e termina na costa norte do mar de Azov. A fronteira marítima (320 km) prolonga-se para o sul de Azov, dividindo ainda a ligação deste com o mar Negro através do estreito de Kerch.